# Hôtel au 20, rue des Serruriers à Strasbourg
L'hôtel au 20, rue des Serruriers à Strasbourg est un monument historique situé dans le département français du Bas-Rhin.

## Situation et accès
Ce bâtiment est situé au 20, rue des Serruriers à Strasbourg.

## Historique
L'édifice fait l'objet d'une inscription au titre des monuments historiques depuis 1987.